# Mesoleius furax
Mesoleius furax là một loài tò vò trong họ Ichneumonidae.